# Telebasis digiticollis
Telebasis digiticollis – gatunek ważki z rodziny łątkowatych (Coenagrionidae). Występuje na terenie Ameryki Środkowej.